# ویلیام گلبرت
ویلیام گلبرت (زاده ۱۲ ژوئن ۱۹۴۶) استاد برجسته شیمی و بیوشیمی در دانشگاه کالیفرنیا، لس آنجلس و عضو مؤسسه نانوسیستم کالیفرنیا و مؤسسه بیولوژی مولکولی UCLA است.
وی مدرک لیسانس علوم خود را از دانشگاه هاروارد در سال ۱۹۶۷، مدرک کارشناسی ارشد (۱۹۶۸) و دکترا (۱۹۷۰) از دانشگاه شیکاگو به دست آورد و کارهای فوق دکترا را در دانشگاه پاریس (۱۹۷۱) و دانشگاه کالیفرنیا، برکلی انجام داد (۱۹۷۲).
وی پس از ۳۰ سال تحقیق در شیمی فیزیک نظری، با همکاری در زمینه‌های فتوفیزیک فاز گازی، خواص نوری مایعات ساده و فیزیک آماری مایعات پیچیده، در سال ۲۰۰۲ آزمایشگاهی بیوفیزیک را با چارلز نوبلر شروع کرد تا جنبه‌های فیزیکی عفونت ویروسی را بررسی کند.

## تحصیلات و شغل
او به عنوان استادیار شیمی، در UC برکلی در سال ۱۹۷۲ منصوب شد.
تحقیقات او در مورد تئوری مکانیکی کوانتومی طیف‌سنجی مولکولی و در نظریه مکانیکی آماری پراکندگی نور بین مولکولی و چندگانه در مایعات دور از و در نزدیکی نقاط مهم آنها است.
در سال ۱۹۷۹ به استاد کامل و در سال ۱۹۹۹ به استاد برجسته ارتقاء یافت. وی از سال ۲۰۰۰ تا ۲۰۰۴ رئیس گروه شیمی و بیوشیمی در UCLA بود و از سال ۲۰۰۴ عضو مؤسسه نانوسیستم کالیفرنیا UCLA و از سال ۲۰۰۸ مؤسسه زیست‌شناسی مولکولی است.

## جوایز
در سال ۱۹۹۱ وی جایزه لنارد جونز را از انجمن شیمی سلطنتی بریتانیا دریافت کرد.